# Зведений корпус національної гвардії (Українська Держава)
Зведений корпус національної гвардії (З.к.н.г.) — військове з'єднання збройних сил Української Держави під час української революції та радянсько-української війни.

## Історія
Після 29 квітня 1918 року почалося будівництво нової Української Держави під керівництвом гетьмана П. П. Скоропадського. У південних губерніях і особливо в м. Києві зібралася значна кількість російського офіцерства та інших біженців з Петрограда, Москви та інших місцевостей вільної Росії, які опинилися під владою більшовиків. До літа в Києві налічувалося до 50 000 офіцерів Російської армії.
З офіцерів, які з різних причин не служили в Армії Української Держави, було розпочате формування «Особливого корпусу» і «Зведеного корпусу Національної гвардії». Обидва корпуси створювалися в столиці держави місті Києві.

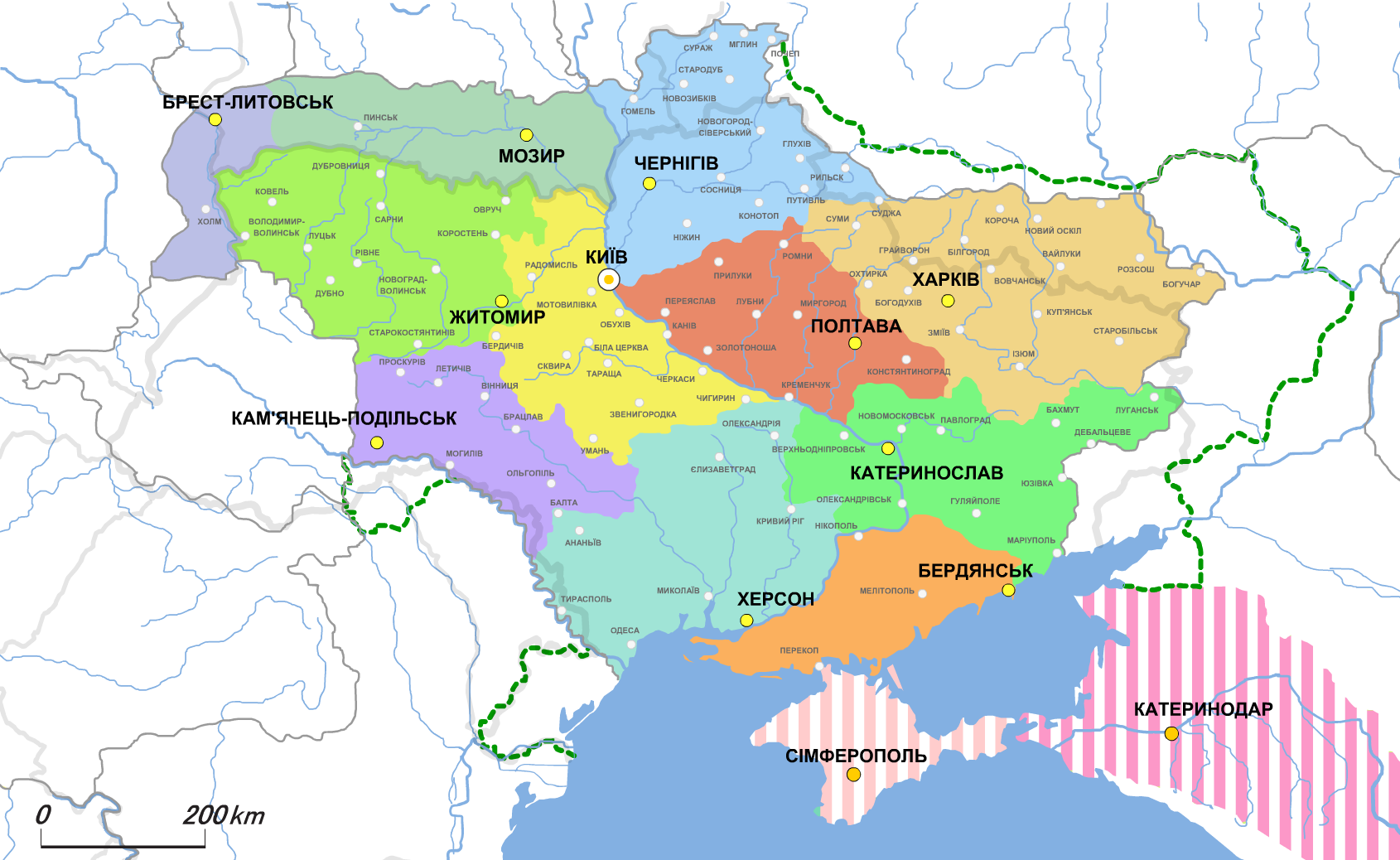
Адміністративно-територіальний поділ. Зелена пунктирна лінія — територіальні претензії.

Генерал Л. Н. Кирпичов формував корпус з офіцерів-фронтовиків Російської армії, яким було відмовлено служити в армії Української держави.
Склад Зведеного корпусу:
- Київська офіцерська добровольча дружина — командир генерал-майор Л. Н. Кирпічов, начальник штабу генерал Давидов
- 1-й окремий артилерійській дивізіон (дві легких та одна горна батареї, фактично існувала лише одна)
- Орденська (Георгіївська) дружина
- Чеськословацька Дніпровська народна дружина (не більше 73 осіб)
- Летючий студентський добровольчий загін (дуже малої чисельності)
- Дружина СВИВ (Союзу Відродження Росії, дуже малої чисельності)
- Дружина бойскаутів

Київська добровольча дружина мала чисельність трохи більшу за полк повного складу. Склад дружини:
- 1-й відділ (можливо прирівняти до військового підрозділу — рота) — командир генерал-майор Іванов

підвідділи (можливо прирівняти до військового підрозділу — взвод)
- 2-й відділ (рота) — командир полковник В. С. Хітрово

підвідділи (взводи)
- 3-й відділ (рота) — командир полковник С. Н. Крейтон

підвідділи (взводи)
- 4-й відділ (рота) — командир полковник Ф. В. Вінберг

підвідділи (взводи)
- 5-й відділ (рота) — командир полковник О. П. Гревс

підвідділи (взводи)
- 6-й відділ (можливо резервний)
- 3 резервних відділи не були укомплектовані (ймовірно без урахування окремої артилерійської батареї)
  - 7-й відділ
  - кінний загін
  - 9-й інженерний відділ (або інженерний загін) — командир підполковник Мордвинов
  - окрема артилерійська батарея

На початку листопада граф генерал від кавалерії Ф. А. Келлер отримав запрошення гетьмана П. П. Скоропадського командувати його військами в Українській державі. 5 листопада, після отримання згоди Ф. А. Келлера, він був призначений Головнокомандувачем військами в Українській державі з підпорядкуванням йому й цивільної влади. Помічником головкому призначений князь генерал-лейтенант О. М. Долгоруков.
9 листопада Німецька імперія революційними громадянами імперії проголошена республікою (див. Листопадова революція). Для уряду Української Держави ця подія віщувала послаблення влади.
11 листопада завершилася Перша світова війна. Німецька імперія припинила своє існування в результаті Листопадової революції і повинна була вивести свої війська з окупованих територій.
13 листопада головнокомандувач військами в Українській державі з підпорядкуванням йому цивільної влади граф генерал від кавалерії Ф. А. Келлер (на посаді був 5-13.11.1918) був знятий з посади і призначений помічником нового головнокомандувача. Головнокомандувачем військами в Українській державі з підпорядкуванням йому цивільної влади призначений його помічник князь генерал-лейтенант О. М. Долгоруков.
Особовий склад корпусу озброєння і спорядження отримував від Військового міністерства Української держави. Чисельність російських офіцерських дружин Особливого корпусу і Зведеного корпусу Національної гвардії сягала від 2 000 до 4 000 осіб, що становило меншість з офіцерів, які перебували в ту пору в Києві. Більшість так і залишилася поза боротьбою.

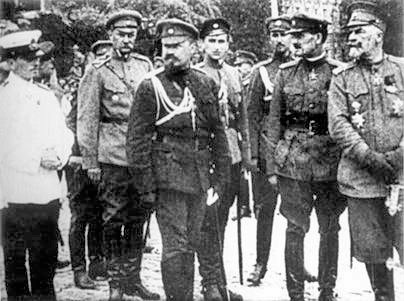
Службовці військового міністерства Української Держави — полковник Микола Лаврентійович Максимів (крайній зліва, у білій формі) і військовий міністр генеральний бунчужний Олександр Францевич Рогоза (крайній праворуч).

В ніч з 13 на 14 листопада в м. Біла Церква створюється бунтівна Директорія з метою повалення влади німецького командування і влади уряду Української держави на чолі з гетьманом П. П. Скоропадським. Директорія складалася з п'яти членів, голова — В. К. Винниченко.
Командир Окремого корпусу залізничної охорони генерал-майор О. В. Осецький став одним з перших воєначальників, які підтримали антиурядове повстання, використовував підлеглі йому сили залізничників для підтримки заколотників, що потім сприяло їх успіху.
14 листопада гетьман П. П. Скоропадський оголосив Акт федерації, яким він зобов'язувався об'єднати Україну з майбутньою (небільшовицьким) російською державою.
14 листопада в Києві було оголошено воєнний стан і тимчасово закриті всі вищі навчальні заклади. П. П. Скоропадський в останній момент прийняв відверто проросійську орієнтацію і намагався увійти в зв'язок з командуванням Добровольчої армії. Їм було видано розпорядження про реєстрацію і покликання на службу офіцерів і дано дозвіл на формування дружин російських добровольців. Військова молодь Київського університету гаряче підтримала формування Київської добровольчої дружини Національної гвардії. Ця дружина створювалася під керівництвом міністерства внутрішніх справ України та безпосереднім заступництвом міністра Кістяківського, якому гетьман П. П. Скоропадський надав необмежені повноваження. Зокрема у цю дружину вступив добровольцем Микола Опанасович Булгаков, рідний брат письменника Михайла Булгакова.
15 листопада перебуваючи в м. Біла Церква, голова бунтівної Директорії В. К. Винниченко оголосив про початок збройного повстання Директорії і що прилучився до неї Окремий загін Січових стрільців (далі О.з. С.с.) під командуванням Є. М. Коновальця. 15 листопада генерал-майор О. В. Осецький призначений наказним отаманом (командувачем військами) У. Н. Р. і, одночасно, начальником Генерального штабу військ Директорії.
В результаті мобілізації вдалося зібрати 6-8 тис. ос. російських добровольців. Невдача сформування гетьманом своєї Російської добровольчої армії була вирішена тією ворожнечею і недовірою, які відчувала по відношенню до нього значна частина російських офіцерів.
16 листопада почалося повстання (антигетьманський заколот) проти влади німецького окупаційного командування, уряду Української держави і особисто гетьмана П. П. Скоропадського.
16 листопада в Білій Церкві одна піша сотня О.з. С.с. роззброїла відділ Державної Варти. Залізничний потяг бунтівниками січовиками був нашвидку перетворений в бронепоїзд і ввечері відправлений в м. Фастів. Це був початок наступу з м. Біла Церква на м. Київ. Стрільцям, колишнім фронтовикам, вдалося застати зненацька молодих гетьманців-сердюків і зайняти без бою залізниці станцію Фастів, при цьому січові стрільці взяли в полон частину сердюків.
В ніч з 16 на 17 листопада в м. Конотопі владу захопив полковник Палій, котрий також зрадив уряд, який очолив 3-й стрілецько-козацький полк 1-й стрілецько-козацької дивізії Укр . Д.. Стрільці-козаки почали поширювати свою владу на міста Бахмач, Ніжин, Чернігів.
Звістка про початок повстання розліталася по країні. В армії стався розкол і почалася «Українська громадянська війна». Громадянська війна в Україні загрожувала змести ще одну владу. Окрема Сердюцька дивізія, російські офіцерські дружини і підрозділи Державної Варти залишалися останньою військовою опорою гетьмана в Києві.
Головнокомандувач військами в Українській державі з підпорядкуванням йому цивільної влади князь генерал-лейтенант О. М. Долгоруков для відбиття наступу повсталого О.о. С.с. Укр.д. вирішив висунути з Києва Загін військ армії Української держави під командуванням князя генерал-майора Святополка-Мирського, до складу якого входили:
- 1-ша дружина Особливого корпусу (600 офіцерів-піхотинців), командир дружини генерал-майор Святополк-Мирський;
- 1-й дивізіон Лубенського сердюцького кінно-козацького полку (200 кінних козаків) Окремої Сердюцької дивізії;
- 4-й сердюцький піший полк (700 піших козаків) Окремої Сердюцької дивізії, командир полку полковник Босенко;
- Бронепоїзд.

Всього трохи більше 1 500 осіб.
Навколо Києва українським урядом організовувалася військова оборона. У число військ увійшов і Зведений корпус Національної гвардії.
18 листопада Загін військ армії Української держави під командуванням князя генерал-майора Святополка-Мирського вів бій за залізничну станцію Мотовилівка (волосний н.п. Васильківського повіту Київської губернії, на північ від Фастова, див. Борова), який закінчився перемогою стрільців. 1-ша офіцерська дружина Особливого корпусу майже повністю була знищена в останньому рукопашному бою. Під вечір стрільці зайняли залізничну ст. Васильків. Розбитий 4-й сердюцький полк полковника Босенка відступив до Дарниці.
18 листопада німецькі війська покинули Київ. Захисники міста зрозуміли, що Київ гетьману П. П. Скоропадському не втримати.
18 листопада (або 19 листопада) князь генерал-лейтенант О. М. Долгоруков призначений заступником командувача всіма російськими добровольчими частинами в Українській державі. Командувачем всіма російськими добровольчими частинами в Українській державі був граф генерал від кавалерії Ф. А. Келлер.
18 листопада представник Добровольчої армії в Києві П. М. Ломновський призначений начальником головного центру. Він видав наказ, яким зобов'язав російським офіцерам, які поступили в Києві в добровольчі загони, проголосити себе частиною Добровольчої армії і підкорятися наказам, що надходять від неї. У ситуації, що склалася цей наказ вносив ще більшу плутанину для бажаючих захищати місто.
Підвідділ (взвод) 2-го відділу захищав Київ в Софіївській Борщагівці під Святошиним.
Роман Борисович Гуль прибув до рідного Києва восени 1918 року, де служив у 2-му підвідділі 2-го відділу дружини генерала Кирпичова.
За 19-20 листопада бунтівний Загін Січових Стрільців зайняв Глеваху, Гатне, Юрівку під м. Києвом. 20 листопада біля Червоного трактиру Лубенський Сердюцький кінно-козацький полк на чолі з командиром полку полковником Ю. Отмарштейном перейшов на бік Директорії. Спрацювала агітаційна робота, в якій відзначився полковий священик Матіюк.
20 — 21 листопада проти її захисників сердюків під м. Київ з Бердичева прибували підрозділи, які прилучилися до бунтівників Окремого Чорноморського коша Української держави. Артилерія січових стрільців вела обстріл південних районів Києва. Молоді сердюки в обороні трималися добре, були окремі випадки переходу на бік Директорії через декількох недостойних підпрапорщиків. Столиця держави опинилася в облозі.
21 листопада бунтівні війська Директорії взяли Київ в облогу. Після тривалих переговорів з німецьким командуванням в місті сторони прийшли до домовленості, що бунтівники не будуть перешкоджати виводу німецьких військ з Києва.
Бунтівники Директорії вели бої з підрозділами Київської офіцерської добровольчої дружини і сердюцькими частинами, які обороняли місто на лінії «Юр'ївка-Крюківщина-Жуляни-Червоний Трактир».
21–22-23 листопада відбувається особливо запеклі бої, під час яких обидві сторони зазнали великих втрат. Завзятість захисників змусила заколотників зупинитися по всьому фронту. Бої на лінії «Жуляни-Юр'ївка» були підготовкою загального наступу військ Директорії.
До 22 листопада заколотники захопили Юріївку, ними відбито наступ урядових військ на Жуляни, заколотники захопили село Крюківщина і в особливо запеклій боротьбі ними була зайнята залізниці станція Жуляни.
26 або 27 листопада генерал від кавалерії граф Ф. А. Келлер, через повне небажання підкорятися гетьману звільнений з посади головкому російськими добровольчими частинами Української держави. Головнокомандувачем російськими добровольчими частинами призначений князь генерал-лейтенант О. Н. Долгорукий. Відносини О. Н. Долгорукого з російським офіцерством ускладнилися тією обставиною, що йому довелося заарештувати представника Добровольчої армії в Києві генерала П. М. Ломновського через наказ, що зобов'язує російським офіцерам в Києві вважати себе частиною Добровольчої армії. П. Н. Ломновскій змушений був наказ скасувати, але наслідки його ще більш погіршили ставлення російських офіцерів до гетьмана.
У грудні 4-й відділ (рота) під командуванням полковника Ф. В. Вінберга вели вперту оборону у Педагогічного музею в Києві.
14 грудня війська Директорії перейшли в атаку і через Борщагівку, Солом'янку і Куренівку увійшли в місто.
Вранці 14 грудня добровольчі частини залишили фронт і кинулися до Києва. За ними слідом, не вступаючи в бій, йшли українські частини армії Української держави. Бійці Київської офіцерської добровольчої дружини скупчилися біля будівлі Педагогічного музею Першої гімназії (музей, де збиралися роботи гімназистів), де змушені були здатися.
Гетьман Скоропадський зрікся влади, уряд передав повноваження Міський Думі та Міській Управі, генерал Долгоруков видав наказ про припинення опору і негайну демобілізацію.
Вранці 14 грудня оборона Києва перестала існувати. На Святошинському шосе оборону тримали 25 юнаків з «Орденської дружини». Сусідні частини стали відходити.
Коли петлюрівці прийшли до Педагогічному музею, вони зажадали, щоб всі російські офіцери і юнкера зібралися в Педагогічному музеї Першої гімназії. Всі зібралися. Двері замкнули. Багато полонених було розстріляно[джерело?].
Р. Б. Гуль теж знаходився в ув'язненні в Педагогічному музеї, перетвореному у в'язницю. На початку 1919 року разом з іншими полоненими зі складу «Російської армії» П. П. Скоропадського, був вивезений німецьким командуванням до Німеччини.
Нетривала «Українська громадянська війна 16 листопада — 14 грудня 1918 року» завершилася 14 грудня, коли гетьман П. П. Скоропадський віддав наказ про демобілізацію захисників Києва і зрікся влади. Мабуть і корпус перестав існувати в цей же час.

## Командування
- генерал-майор Кирпичов Лев Нилович - командир корпусу
- генерал Давидов — начальник штабу